# Мичел (Ајова)
Мичел (енгл. Mitchell) град је у америчкој савезној држави Ајова. По попису становништва из 2010. у њему је живело 138 становника.

## Демографија
Према попису становништва из 2010. у граду је живело 138 становника, што је -17 (-11.0%) становника више него 2000. године.
| Група             | 2000.       | 2010.        |
| Белци             | 152 (98,1%) | 138 (100.0%) |
| Афроамериканци    | 0 (0,0%)    | 0 (0,0%)     |
| Азијати           | 0 (0,0%)    | 0 (0,0%)     |
| Хиспаноамериканци | 3 (1,9%)    | 0 (0,0%)     |
| Укупно            | 155         | 138          |